# Holotrichia rugans
Holotrichia rugans är en skalbaggsart som beskrevs av Frey 1972. Holotrichia rugans ingår i släktet Holotrichia och familjen Melolonthidae. Inga underarter finns listade i Catalogue of Life.